# Simulace elektrostatických výbojů

(přepínač VLEVO) Nabíjení kondenzátoru C přes rezistor cca 1 Mohm na ss napětí Vdc; (přepínač VPRAVO) Objekt o kapacitě C se vybíjí přes rezistor R a indukčnost L do DUT, tj. zkoušené součástky/sestavy

Elektrostatický výboj (electrostatic discharge, ESD) značí přenos náboje z materiálu nebo z předmětu s odlišným elektrickým potenciálem vzhledem k nejbližšímu okolí (včetně průrazu příslušného dielektrika). Takové výboje mohou ohrozit mj. elektronické součástky i sestavy.
Poznámka: anglický termín electrostatic discharge však zahrnuje i pomalé vybíjení elektrostatického náboje přes galvanický kontakt (a ochranný rezistor).
Citlivost součástek na elektrostatický výboj (Component Sensitivity Classification) lze klasifikovat napětím v modelu HBM, resp. CDM, které bylo použito při měření citlivosti.

## Model HBM
Human Body Model (model lidského těla) je vhodný pro simulaci výboje z nabité osoby do zkoušené součástky nebo systému. Tento historický model reprezentuje pracovníka (lidské tělo) jako součástku C o kapacitě cca 100 pF, která se např. chůzí po nevodivé podlaze nabije na vysoké napětí (např. 10 kV). Pracovník potom manipuluje se součástkami citlivými na ESD. Taková manipulace se v modelu HBM vyjádří vybíjením C přes součástku R o rezistanci cca 1 kOhm.
Model HBM se běžně používá pro zkoušení ESD citlivosti elektronických součástek a systémů v průběhu výroby a používání. Model byl původně používán při hodnocení iniciační citlivosti pyrotechnických prachů. Podrobnosti o zkoušení podle modelu HBM jsou specifikovány v příslušné normě, která uvádí mj. podrobnosti o nabíjení modelu a časové průběhy proudů do zkušební zátěže: „zkratovací drát“ a „rezistor 500 W“, pro zadané ss napětí zdroje, např. „1 kV HBM“.

## Model MM
Model MM, Machine Model (model strojový) simuluje výboj z velkého kovového předmětu, jako jsou např. díly osazovacího stroje. Nejnovější verze dokumentů ESDA i IEC posouvají tento model mezi méně závažné.

## Model CDM
Model CDM, Charged Device Model (model nabité součástky) simuluje situaci, kdy se malá nabitá součástka nebo předmět přiblíží k nabitému povrchu a dojde k elektrostatickému výboji. Tato situace nastává při měření ESD citlivosti elektronických součástek. Uvedené modely ESD lze simulovat pomocí jednoduchého obvodu, ve kterém je zpočátku elektrostatický náboj uložen v kondenzátoru C (pomalé nabíjení C). Při hodnocení citlivosti elektronické součástky/sestavy (simulaci výboje) se vyžaduje, aby se uložená elektrostatická energie vybila do zátěže, součástky, sestavy atp.
Tabulka – Hodnoty R, C a L pro simulační modely ESD (Values used in ESD simulation models)
| Model                  | Model | R (Ω)         | C (pF)    | L (nH)    |
| Model lidského těla,   | HBM   | 1 000 – 3 000 | 100 – 300 | Parazitní |
| Model nabité součástky | CDM   | < 10          | 3 – 30    | Parazitní |
| Strojový model         | MM    | 8,5           | 200       | 0,5       |

## Industry Council on ESD Target Levels
Jde o nezávislou instituci zaměřenou na cílové kvalifikační úrovně ESD při zkoušení součástek, při respektování norem na modely HBM, MM, CDM, včetně správných úrovní při návrhu systémů (proper system level ESD design), viz White Papers 1, 2 a 3.